# Giuseppe Podgornik
Giuseppe Podgornik (tudi Giuseppe Piomontese), italijanski javni delavec, publicist in urednik slovenskega rodu, * 10. november, 1876, Gorica, Avstro-Ogrska, † 9. oktober 1968, Trst, Italija.

## Življenje in delo
Bil je posinovljenec lastnika tovarne igralnih kart v Gorici Virginina Menotija, mati Marija Podgornik pa je bila doma v Ponikvah pri Tolminu. Ljudsko šolo je obiskoval v Alessandriji (Piemont) kamor se je družina preselila, ko je propadla goriška tovarna. V Trstu je bil nato trgovski vajenec, leta 1889 pa je začel delati kot vajenec v tiskarni. Kasneje je služboval po raznih mestih Avstro-Ogrske.
Med službovanjem v češkem mestu Karlovy Vary je postal član socialnodemokratske stranke (1896). V letih 1901-1902 je v Pulju sodeloval pri listu Proletario, nato v Trstu deloval v delavskem gibanju socialistične usmeritve ter objavljal članke v socialističnih listih Resveglio in Vorwärts. Poleti 1907 je odšel v Nemčijo, kjer je v Berlinu in Hamburgu urejal glasilo italijanskih delavcev v Nemčiji L'Operaio italiano. Leta 1912 se je vrnil v Trst, kjer je deloval v sindikatu delavcev v prometu. Naslednje leto je prišel v uredništvo tržaškega lista Il Lavoratore, ter se kmalu nato vrnil v Nemčijo, kjer je ponovno urejal časopis L'Operaio italiano.
V 1. svetovni vojni je bil avstro-ogrski vojak, po vojni pa je v Trstu deloval v politiki in bil leta 1922 med soustanovitelji enotne socialistične stranke PSU ter urednik sindikalnega glasila Unità socialista. Do leta 1930 je delal pri tržaških Delavskih združenjih (Cooperative operarie), nato pa je v Milanu živel kot prevajalec in urednik založbe Minerva.
Po povratku v Trst se je leta 1939 pridružil ilegalni Komunistični partiji Italije (KPI) in z njeno vednostjo med 2. svetovno vojno služboval tudi kot prevajalec pri nemški okupacijski oblasti v Trstu. Po vojni se je posvetil raziskovanju delavskega gibanja v Trstu in na to temo napisal več knjig. Leta 1946 je v Ljubljani objavil knjigo Ventinove mesi di Occupazione italiana nella Provinca di Lubiana, ki je v nekoliko skrajšani verziji izšla tudi v angleščini, francoščini in ruščini. Knjigo je podpisal kot Piamontese. Tako obliko spremenjenega priimka je uporabljal od leta 1928.